# Montañas Hornby
Las montañas o colinas Hornby (en inglés: Hornby Mountains) son una cadena montañosa en el este de la Isla Gran Malvina en las Islas Malvinas. El Monte María, cerca de Puerto Mitre, es la mayor elevación. La gama se ejecuta en un grupo de crestas paralelas al estrecho de San Carlos. El monte Moody también es otro cerro importante.
Las montañas Hornby, han experimentado las fuerzas tectónicas de elevación y plegado por el cual los lechos de cuarcita de la zona de Puerto Argentino/Stanley se inclinan a la vertical. Al oeste de estas elevaciones, nace el río Chartres, uno de los más importantes de la isla.